# جايسون بيرسون
جايسون بيرسون (بالإنجليزية: Jason Pearson)‏ هو لاعب كرة قاعدة أمريكي، ولد في 29 ديسمبر 1975.

## وصلات خارجية
- جايسون بيرسون على موقعبيزبول رفرنس.كوم (الدوري الرئيسي) (الإنجليزية)
- جايسون بيرسون على موقعبيزبول رفرنس.كوم (الدوري الثانوي) (الإنجليزية)
- جايسون بيرسون على موقع مشجعي الرسوم البيانية (الإنجليزية)